# Aeroportul Internațional La Isabela
Aeroportul Internațional La Isabela (IATA: JBQ, ICAO: MDJB) este un aeroport din La Isabela⁠(d), Luperón⁠(d), Puerto Plata⁠(d), Republica Dominicană ce deservește zona Santo Domingo. Aeroportul a fost tranzitat în 2022 de 103.901 pasageri. A fost deschis în 2006.
Situat la o altitudine de 30 m, aeroportul dispune de o singură pistă.